# Hansa Stavanger
Die Hansa Stavanger war ein deutsches Containerschiff. Es wurde im Jahr 2009 mehrere Monate lang samt der Besatzung durch somalische Piraten entführt.

## Das Schiff
Das Schiff des Bautyps „Wenchong 1500“ war 170 m lang, hatte eine Gesamttragfähigkeit von 20.526 t und konnte 1.645 Container an Bord nehmen. Die Hansa Stavanger wurde 1997 auf der Werft Guangzhou Wenchong Shipyard in der chinesischen Stadt Guangzhou für die zur Leonhardt & Blumberg Reederei in Hamburg gehörende Schiffahrts-Gesellschaft „HANSA STAVANGER“ gebaut. Das Schiff wurde an verschiedene Containerreedereien verchartert und im Laufe seiner Betriebszeit dabei mehrfach umbenannt. 1998 zunächst in Maersk Izmir und danach in Maersk Gauteng, im Jahr 1999 Direct Condor und 2000 erneut in Hansa Stavanger. Im Jahr 2003 erhielt es den Namen Cap Pasado, im Jahr darauf Lykes Trader und 2005 Hansa Stavanger bevor es 2012 in Pearl umbenannt wurde. Es wurde 2013 schließlich an die Best Oasis in Moroni auf den Komoren übertragen und in zur letzten Reise in VSM umgetauft. Am 5. Februar 2013 traf das Schiff in Alang (Indien) zur Verschrottung ein, wo es am 13. Februar zum Abbruch durch die Shiv Ship Breaking Company gestrandet wurde.

## Entführung vor der Küste Somalias 2009
Somalische Piraten kaperten das Schiff am 4. April 2009 etwa 400 Seemeilen vor der Küste Somalias, (3° S, 46° O) auf der Fahrt von Dschabal Ali in den Vereinigten Arabischen Emiraten nach Mombasa in Kenia, wo es am 5. April 2009 eingetroffen wäre. Am 10. April 2009 sollte die Hansa Stavanger Daressalam, die größte Stadt in Tansania anlaufen. Fünf der 24 Besatzungsmitglieder auf dieser Fahrt waren Deutsche, darunter der Kapitän und weitere Offiziere. Nach Angaben der Seefahrtszeitschrift Morskoj Bulletin–Sowfracht befanden sich auch russische Staatsbürger auf der Hansa Stavanger. Ein Schiffsingenieur stammte aus Kaliningrad, zwei weitere Besatzungsmitglieder aus Sankt Petersburg. Zur Mannschaft gehörten außerdem zwei Ukrainer, zwei Filippinos und 12 Tuvaluer. Das Frachtschiff transportierte Container mit asiatischen Waren im Wert von einigen Millionen Dollar. Es wurde am 6. April 2009 von den Piraten in Richtung des Hafens von Harardheere, rund 400 km nördlich der somalischen Hauptstadt Mogadischu, verschleppt.
Die Staatsanwaltschaft Hamburg leitete am 6. April 2009 ein Verfahren gegen unbekannt ein. Die Behörde ermittelte wegen des Verdachts eines Angriffs auf den Seeverkehr. Die Staatsanwaltschaft beauftragte das Bundeskriminalamt mit den Ermittlungen.
Nach Berichten des Nachrichtenmagazins Der Spiegel vom 9. April 2009 hatte der Krisenstab des Auswärtigen Amtes nach der Kaperung eine gewaltsame Befreiung geplant. Ein Vorauskommando der GSG 9, der Antiterroreinheit der deutschen Bundespolizei, war bereits nach Kenia verlegt worden.
Laut Magazin Focus kam die Aktion wegen eines Zuständigkeitsstreits zwischen Bundesinnenministerium und dem Bundesministerium der Verteidigung nicht zustande. Die Marine habe die Einsatzführung beansprucht. Dem widersprach Innenminister Wolfgang Schäuble: Die Befreiung der deutschen Geiseln sei Sache der Bundespolizei und damit der GSG 9. Der Spiegel berichtete, die Aktion sei gescheitert, weil die Seeräuber das Containerschiff zu schnell zu ihrem Stützpunkt in der Bucht von Harardheere an der somalischen Küste brachten.
Auch die deutsche Fregatte Mecklenburg-Vorpommern kam nicht zu einem Einsatz gegen die Piraten. Sie näherte sich zwar bis auf Sichtweite der Hansa Stavanger, musste aber abdrehen, nachdem die Piraten mit der Tötung der Besatzung des Frachters gedroht hatten.
Die Hansa Stavanger, die am 7. April 2009 neben anderen gekaperten Schiffen in Harardheere vor Anker gegangen war, wurde von der Fregatte Mecklenburg-Vorpommern aus sicherer Entfernung überwacht. Am selben Tag meldeten sich die Piraten angeblich telefonisch bei der Reederei und verlangten ein Lösegeld in Millionenhöhe.
In der Nacht zum 11. April 2009 unternahmen die Piraten an Bord der Hansa Stavanger mit der kompletten Besatzung einen Versuch, die befreundeten Piraten, die den amerikanischen Kapitän der Maersk Alabama in einem Rettungsboot als Geisel hielten, zu unterstützen. Der deutsche Frachter nahm Kurs auf den Ort des Geschehens. Nach mehrstündiger Suche brachen die Piraten ihre Aktion ab, da sie sich nach eigenen Angaben auf der Suche nach dem Rettungsboot beinahe verirrt hätten. Die Hansa Stavanger und ihre Besatzung kehrten nach Harardheere zurück.
Als Reaktion auf die Erstürmung der Yacht Tanit am 9. April 2009 durch die Marine Nationale und die bewaffnete Befreiung des Kapitäns der Mærsk Alabama durch die amerikanische Marine am 12. April 2009 wurden 20 der 24 Seeleute am 17. April 2009 auf das somalische Festland gebracht, vier Besatzungsmitglieder verblieben an Bord des Frachters.
In der Nacht zum 18. April 2009 brachten die Entführer die 20 an Land verschleppten Besatzungsmitglieder nach Vermittlungen von Stammesältesten und humanitären Gruppen wieder an Bord des Schiffes, das nun etwa neun Seemeilen vor der Hafenstadt Hobyo vor Anker lag.
Anfang Mai 2009 wurde bekannt, dass die geplante Befreiungsaktion der GSG 9 der Bundespolizei nunmehr endgültig abgesagt wurde. Als Begründung wurde seitens des interministeriellen Krisenstabes der Bundesregierung das zu hohe Risiko für die Geiseln und die Polizisten genannt. So waren bis zum Beginn ihrer Rückverlegung Ende April 2009 über 200 Einsatzkräfte der GSG 9 mit sechs Hubschraubern vor Ort auf dem amerikanischen Hubschrauberträger und Amphibischen Angriffsschiff Boxer eingeschifft und standen für die geplante Durchführung einer Befreiungsaktion bereit.
Später wurde bekannt, dass der Einsatz der GSG 9 tatsächlich aufgrund der Rücknahme der Unterstützung der USA abgesagt wurde. Die Vereinigten Staaten zogen ihre Unterstützung in Form des als Operationsbasis eingeplanten Hubschrauberträgers zurück, da eine deutlich schlechtere Einschätzung der Erfolgswahrscheinlichkeit der Befreiungsmission durch das deutsche Verteidigungsministerium bzw. der Bundeswehr an die USA übermittelt wurde. Diese zweite Einschätzung stand im Widerspruch zu der Beurteilung der Lage durch die Bundespolizei vor Ort.
Am 3. Juli 2009 schrieb der Kapitän in einer E-Mail, dass die Besatzung weder über Wasser noch über Essen und Medikamente verfüge. Viele Besatzungsmitglieder seien krank und die Mannschaft sei emotional und physisch am Ende, zudem hätten die Piraten über ihre Köpfe hinweggeschossen und ihnen auch einmal die Augen verklebt.
Weil die Piraten immer wieder neue Forderungen stellten, gestalteten sich die Lösegeldverhandlungen schwierig. Drei Wochen lang war der Kontakt zwischen den Tätern und der Reederei komplett unterbrochen gewesen. Ab dem 3. Juli 2009 wurde wieder verhandelt.
Am 3. August 2009 verließen die Piraten den Frachter, nachdem sich die Reederei und die Entführer auf eine Zahlung von 2,75 Millionen US-Dollar Lösegeld verständigt hatten. Unterhändler warfen das Geld von einem Flugzeug ab. Begleitet von der deutschen Marine erreichte die Hansa Stavanger am 8. August, mehr als vier Monate nach der geplanten Ankunft, den Hafen von Mombasa. Die fünf deutschen Besatzungsmitglieder kehrten am 11. August in ihre Heimat zurück.

## Film
Die Entführung des Schiffs wurde 2012 von Andy Wolff verfilmt. Der Film Der Kapitän und sein Pirat wurde 2012 auf der DOK Leipzig mit dem Preis der Jugendjury und 2013 beim Filmfestival Max Ophüls Preis mit dem Förderpreis der DEFA-Stiftung ausgezeichnet.